# Mount Banda Banda
Mount Banda Banda är ett berg i Australien. Det ligger i regionen Port Macquarie-Hastings och delstaten New South Wales, i den sydöstra delen av landet, omkring 320 kilometer norr om delstatshuvudstaden Sydney. Toppen på Mount Banda Banda är 1 258 meter över havet, eller 231 meter över den omgivande terrängen. Bredden vid basen är 10,1 km.
Runt Mount Banda Banda är det glesbefolkat, med 17 invånare per kvadratkilometer.. Det finns inga samhällen i närheten. 
I omgivningarna runt Mount Banda Banda växer i huvudsak städsegrön lövskog. Genomsnittlig årsnederbörd är 1 861 millimeter. Den regnigaste månaden är februari, med i genomsnitt 385 mm nederbörd, och den torraste är oktober, med 27 mm nederbörd.